# Acalolepta laevicollis
Acalolepta laevicollis är en skalbaggsart som beskrevs av Stefan von Breuning 1964. Acalolepta laevicollis ingår i släktet Acalolepta och familjen långhorningar.
Artens utbredningsområde är Laos. Inga underarter finns listade i Catalogue of Life.